# Меморијал Ван Даме
Меморијал Ван Даме је међународни атлетски митинг који се одржава сваке године, обично последњег викенда августа или првог викенда у септембру на Стадиону краља Бодуена у Бриселу. Раније један од митинга ИААФ Златне лиге, од 2010. последњи од 14 митинга ИААФ Дијамантске лиге.
Први митинг организовала је 1977. група новинара у знак сећања на Ива ван Дама, двоструког освајача сребрних олимпијских медаља на ЛОИ 1976. у Монтреалу, у дисциплинама 800 и 1.500 метара. У децембру 1976. Ван Даме је погинуо у саобраћајној несрећи у 22. години.

## Светски рекорди постигнути на митингу
На митингу оборено је 15 светских рекорда:
| Година | Такмичар(ка)                                                                       | Земља                | Дисциплина                   | Резултат |
| ------ | ---------------------------------------------------------------------------------- | -------------------- | ---------------------------- | -------- |
| 1981.  | Себастијан Коу                                                                     | Уједињено Краљевство | 1. миља мушкарци             | 3:47,33  |
| 1995.  | Марија Мутола                                                                      | Мозамбик             | 1.000 м жене                 | 2:29,34  |
| 1995.  | Данијел Комен                                                                      | Кенија               | 5.000 м јуниор               | 13:07,38 |
| 1996.  | Светлана Мастеркова                                                                | Русија               | 1.000 м жене                 | 2:28,98  |
| 1996.  | Салех Хису                                                                         | Мароко               | 10.000 м мушкарци            | 26:38,08 |
| 1997.  | Данијел Комен                                                                      | Кенија               | 5.000 м мушкарци             | 12:39,74 |
| 2001.  | Кенениса Бекеле                                                                    | Етипија              | 3.000 м јуниор               | 7:30,67  |
| 2001.  | Брахин Булами                                                                      | Мароко               | 3.000 м препреке, мушкарци   | 7:55,28  |
| 2004   | Boniface Kiprop Toroitich                                                          | Уганда               | 10.000 м јуниор              | 27:04,00 |
| 2004   | Саиф Сајед Шахин                                                                   | Катар                | 3.000 м препреке, мушкарци   | 7:53,63  |
| 2004   | Јелена Исинбајева                                                                  | Русија               | скок мотком, жене            | 4,92 м   |
| 2005.  | Кенениса Бекеле                                                                    | Етиопија             | 10.000 м мушкарци            | 26:17,53 |
| 2006.  | Џозеф Мутуа, Вилијам Јампој, Исмаел Комбич, Вилфред Бунгеи                         | Kenija               | Штафета 4 x 800 м мушкарци   | 7:02,43  |
| 2009.  | Вилијам Бивот Тануи, Gideon Gathimba, Geoffrey Kipkoech Rono, Огастин Кипроно Чоге | Kenija               | Штафета 4 x 1.500 м мушкарци | 14:36,23 |
| 2012.  | Аријес Мерит                                                                       | САД                  | 110 м пр. м                  | 12,80    |

## Рекорди митинга

### Мушкарци
| Дисциплина       | Рекорд                                     | Атлетичар                                                                       | Земља                           | Датум                             | Реф.               | Видео |
| ---------------- | ------------------------------------------ | ------------------------------------------------------------------------------- | ------------------------------- | --------------------------------- | ------------------ | ----- |
| 100 м            | 9,76 (+1,3 м/с)                            | Јусејн Болт                                                                     | Јамајка                         | 16. септембар 2011.               | [ 1 ]              |       |
| 200 м            | 19,26 (+0,7 м/с)                           | Јохан Блејк                                                                     | Јамајка                         | 16. септембар 2011.               | [ 2 ]              |       |
| 400 м            | 44,06                                      | Мајкл Џонсон                                                                    | Сједињене Државе                | 28. август 1998.                  |                    |       |
| 800 м            | 1:42,20                                    | Вилсон Кипкетер                                                                 | Данска                          | 22. август 1997.                  |                    |       |
| 1.000 м          | 2:14,95                                    | Сами Коскеи                                                                     | Кенија                          | 30. август 1985                   |                    |       |
| 1.500 м          | 3:26,12                                    | Хишам ел Геруж                                                                  | Мароко                          | 24. август 2001.                  |                    |       |
| Миља             | 3:47,30                                    | Нуредин Морсели                                                                 | Алжир                           | 3. септембар 1993                 |                    |       |
| 3.000 м          | 7:23,09                                    | Хишам ел Геруж                                                                  | Мароко                          | 3. септембар 1999.                |                    |       |
| 5.000 м          | 12:39,74                                   | Данијел Комен                                                                   | Кенија                          | 22. август 1997.                  |                    |       |
| 10.000 м         | 26:17,53                                   | Кенениса Бекеле                                                                 | Етиопија                        | 26. август 2005.                  |                    |       |
| 110 м препоне    | 12,80 (+0,3 m/с)                           | Аријес Мерит                                                                    | Сједињене Државе                | 7. септембар 2012.                | [ 3 ]              |       |
| 400 м препоне    | 47,51                                      | Андре Филипс                                                                    | Сједињене Државе                | 5. септембар 1986.                |                    |       |
| 3.000 м препреке | 7:53,63                                    | Саиф Саед Шахин                                                                 | Катар                           | 3. септембар 2004.                |                    |       |
| Скок увис        | 2,38 м                                     | Холис Конвеј                                                                    | Сједињене Државе                | 10. август 1990                   |                    |       |
| Скок мотком      | 5,96 м                                     | Рено Лавилени                                                                   | Француска                       | 6. сештембар 2013                 | [ тражи се извор ] |       |
| Скок удаљ        | 8,65 м (+0,2 м/с)                          | Карл Луис                                                                       | Сједињене Државе                | 24. август 1984.                  |                    |       |
| Троскок          | 17,60 м (+0,3 м/с)                         | Џонатан Едвардс                                                                 | Уједињено Краљевство            | 25. август 1995.                  |                    |       |
| Бацање кугле     | 22,16 м                                    | Рис Хофа                                                                        | Сједињене Државе                | 27. август 2010.                  |                    |       |
| Бацање диска     | 69,94 м                                    | Имрих Бугар                                                                     | Чехословачка                    | 24. август 1984.                  |                    |       |
| Бацање кладива   | 82,26 м                                    | Ланс Дил                                                                        | Сједињене Државе                | 23. август 1996.                  |                    |       |
| Бацање копља     | 93,48 м (старо копље) 90,50 м (Ново копље) | Том Петраноф Јан Железни                                                        | Сједињене Државе · Чехословачка | 26. август 1983. 25. август 1995. |                    |       |
| 4 х 100 м        | 38,65                                      | САД                                                                             | Сједињене Државе                | 19. август 1988.                  |                    |       |
| 4 х 800 м        | 7:02,43                                    | Joseph Mutua William Yiampoy Ismael Kombich Вилфред Бунгеи                      | Кенија                          | 25. август 2006.                  | [ 4 ]              |       |
| 4 х 1.500 м      | 14:36,23                                   | Вилијам Бивот Тануи Gideon Gathimba Geoffrey Kipkoech Rono Огастин Кипроно Чоге | Кенија                          | 4 September 2009                  | [ 5 ]              |       |

### Жене
| Дисциплина       | Рекорд                                     | Атлетичар                      | Земља                       | Датум                               | Реф.               | Видео |
| ---------------- | ------------------------------------------ | ------------------------------ | --------------------------- | ----------------------------------- | ------------------ | ----- |
| 100 м            | 10,72 (-0,3 м/с)                           | Шели-Ен Фрејзер-Прајс          | Јамајка                     | 6. септембар 2013.                  | [ тражи се извор ] |       |
| 200 м            | 21,64 (+0.8 м/с)                           | Мерлин Оти                     | Јамајка                     | 13. септембар 1991.                 |                    |       |
| 400 м            | 48,83                                      | Сања Ричардс-Рос               | Сједињене Државе            | 4. септембар 2009.                  | [ 6 ]              |       |
| 800 м            | 1:55,16                                    | Памела Џелимо                  | Кенија                      | 6. септембар 2008.                  |                    |       |
| 1.000 м          | 2:28,98                                    | Светлана Мастеркова            | Русија                      | 23. август 1996.                    |                    |       |
| 1.500 м          | 3:55.33                                    | Суреја Ајхан                   | Турска                      | 5. септембар 2003.                  |                    |       |
| Миља             | 4:17,75                                    | Марјам Јусуф Џамал             | Бахреин                     | 14. септембар 2007.                 |                    |       |
| 2.000 м          | 5:30,19                                    | Гелете Бурка                   | Етиопија                    | 4. септембар 2009.                  | [ 7 ]              |       |
| 3.000 м          | 8:24,81+                                   | Месерет Дефар                  | Етиопија                    | 14. септембар 2007.                 |                    |       |
| 2. миље          | 8:58,58                                    | Месерет Дефар                  | Етиопија                    | 14. септембар 2007.                 |                    |       |
| 5.000 м          | 14:25.43                                   | Вивијан Чериот                 | Кенија                      | 6. септембар 2008.                  |                    |       |
| 100 м препоне    | 12,42 (-0,3 м/с)                           | Јорданка Донкова               | Бугарска                    | 5. септембар 1986.                  |                    |       |
| 400 м препоне    | 53.43                                      | Нежа Бидуане                   | Мароко                      | 28. август 1998.                    |                    |       |
| 3.000 м препреке | 9:15,06                                    | Милка Чемос Чејва              | Кенија                      | 6. септембар 2013.                  | [ 8 ]              |       |
| Скок увис        | 2,05 м                                     | Ана Чичерова                   | Русија                      | 16. септембар 2011.                 | [ 9 ]              |       |
| Скок мотком      | 4,93 м                                     | Јелена Исинбајева              | Русија                      | 26. август 2005.                    |                    |       |
| Скок удаљ        | 7,25 м (+1,7 м/с)                          | Хајке Дрекслер                 | Немачка                     | 13. септембар 1991.                 |                    |       |
| Троскок          | 15,14 м (+0,3 м/с)                         | Татјана Лебедева               | Русија                      | 5. септембар 2003.                  |                    |       |
| Бацање кугле     | 20,57 м                                    | Наталија Лисовска              | Совјетски Савез             | 11. септембар 1987.                 |                    |       |
| Бацање диска     | 69,84 м                                    | Цветанка Христова              | Бугарска                    | 5. септембар 1986.                  |                    |       |
| Бацање копља     | 72,18 м (старо копље) 67,76 м (ново копље) | Фатима Вајтбред Трине Хатестад | Велика Британија · Норвешка | 5. септембар 1986. 25. август 2000. |                    |       |
| 4 х 100 м        | 42,97                                      | САД                            | Сједињене Државе            | 19. август 1988.                    |                    |       |

+ = резултат постигну као пролазно време на дужој дистанци